# Frédéric Dabi
Frédéric Dabi, né le 27 juillet 1969 à Boulogne-Billancourt, est un analyste politique français. 
Il est directeur général de l'institut de sondage l'Ifop et directeur du pôle Opinion et Stratégies d'entreprise de l'Ifop depuis 2011. 
Frédéric Dabi est spécialiste en sociologie politique et en analyse des comportements électoraux. 

## Biographie
Frédéric Dabi est né le 27 juillet 1969 à Boulogne-Billancourt. 
Diplômé d'un DEA de sociologie politique et d'un DESS de communication politique et sociale à l'université Paris I Panthéon-Sorbonne, il a évolué au cours de sa carrière au sein de différents instituts de sondage. 
Il débute comme chargé d'études en 1995 à l'Ifop avant de devenir directeur d'études au sein du département opinion publique. Il rejoint en 2000 l'institut de sondage CSA en tant que directeur d'études puis directeur adjoint du département opinion. En 2003, il revient à l'Ifop pour prendre la direction du département opinion et stratégie d'entreprise. En 2011, il est nommé directeur général adjoint de l'Ifop et directeur du pôle opinion et stratégies d'entreprise. 
En mai 2018, il participe au forum « J'aime Israel » à 
Paris aux côtés de Frédéric Encel, Bernard-Henri Lévy, Ariel Wizman et Serge Moati, pour « parler de leur Israël [et] de leurs souvenirs [et] espoirs ».
En 2021, il est nommé directeur général opinion du groupe Ifop. 

### Interventions universitaires
Frédéric Dabi est un intervenant extérieur du master sciences et techniques de la communication à l'université Paris XIII depuis 2002 et intervient régulièrement à l'université de tous les savoirs.

### Médias
Frédéric Dabi intervient régulièrement dans les médias français, notamment sur CNews dans l'émission de Sonia Mabrouk Les voix de l'info, LCI, Public Sénat et LCP.  
Il collabore entre autres avec le Journal du Dimanche, Entrevue (magazine), Le Figaro, L'Opinion ou Atlantico, Le Monde, Libération, le Crif, i24News et Radio J. Frédéric Dabi est aussi interviewé dans des médias israéliens dont The Times of Israel et le Jerusalem Post.

## Publications
- Les catégories populaires au pied du mur de l'Euro, Opinion publique européenne, 2002[13]
- Les conversations des Français ou identifier les décalages entre agendas médiatiques et politique et discours de l'opinion, Revue politique et parlementaire, 2005
- Les valeurs des Français à la veille du scrutin présidentiel, Revue politique et parlementaire, 2007
- 1938 - 1944 : l'aube des sondages d'opinion en France, Revue politique et parlementaire, 2010[14]
- Le Rolling, un instrument novateur pendant la campagne présidentielle, Revue politique et parlementaire, 2012[15]
- Les regards des Français sur le Parlement, Revue française de science politique, 2014
- Les enseignements des élections municipales de 2014, Revue politique et parlementaire, 2014
- Le scrutin du 25 mai 2014 à travers l'Eurorolling Ifop, Revue politique et parlementaire, 2014
- 2012-2015, continuités et ruptures dans la structuration des électorats PS, UMP et FN, Revue politique et parlementaire, 2015[16]
- La stratégie de Nicolas Sarkozy à la Primaire, potentialités et risques, La Lettre de l’Opinion, 2016
- Les Français à l'orée de la campagne présidentielle, entre résilience, complexe nostalgique et angoisses, Revue politique et parlementaire, 2017[17]
- Sociologie des électorats après la présidentielle : de la tripartition au champ politique à "un jeu à cinq", Revue politique et parlementaire, janvier 2018[18]
- La Fracture, Les Arènes, 2021
- Parlons-nous tous la même langue ?, en collaboration avec Brice Soccol, Éditions de l'Aube, 2024